# ادو (بازیکن فوتبال، زاده ۱۹۷۹)
لوئیس ادواردو اشمیت (به پرتغالی: Luís Eduardo Schmidt) مشهور به ادو؛ مهاجم و هافبک سابق فوتبال اهل برزیل است که در شهر Jaú و در تاریخ ۱۰ ژانویهٔ ۱۹۷۹ به دنیا آمده‌است.
لوئیس ادواردو اشمیت در تیم‌های فوتبال سائوپائولو ،سلتاویگو،رئال بتیس،باشگاه ورزشی اینترناسیونال، Vitória و باشگاه فوتبال کلرادو رپیدز سابقهٔ حضور دارد. این بازیکن همچنین در سال، ۱۹۹۹ – ۲۰۰۰ ۱۴ بار برای، Brazil U23 به میدان رفته‌است و طی این مدت ۶ گل به ثمر رسانده‌است.